# روبرت تي. ديفيس
روبرت تي. ديفيس هو سياسي أمريكي، ولد في 28 أغسطس 1823 في مقاطعة داون في المملكة المتحدة، وتوفي في 29 أكتوبر 1906 في فول ريفر في الولايات المتحدة. نشط حزبياً في الحزب الجمهوري. وقد انتخب عضو مجلس النواب الأمريكي ‏.